# 寶生大押
寶生大押（粵拼：bou2 sang1 daai6 aat3，又称“中山七路旧当铺”）是民國時期廣州的大押，也是以前廣州的第三大大押，在中山七路近西門口（具体位置为广东省广州市荔湾区金花街道三甫社区中山七路22号后座）。1999年7月被定為廣州市文物保護單位。和廣州前兩大當舖不一样，寶生大押在復修之後並無向公眾開放，2014年初重爆出違建事件。

## 相册

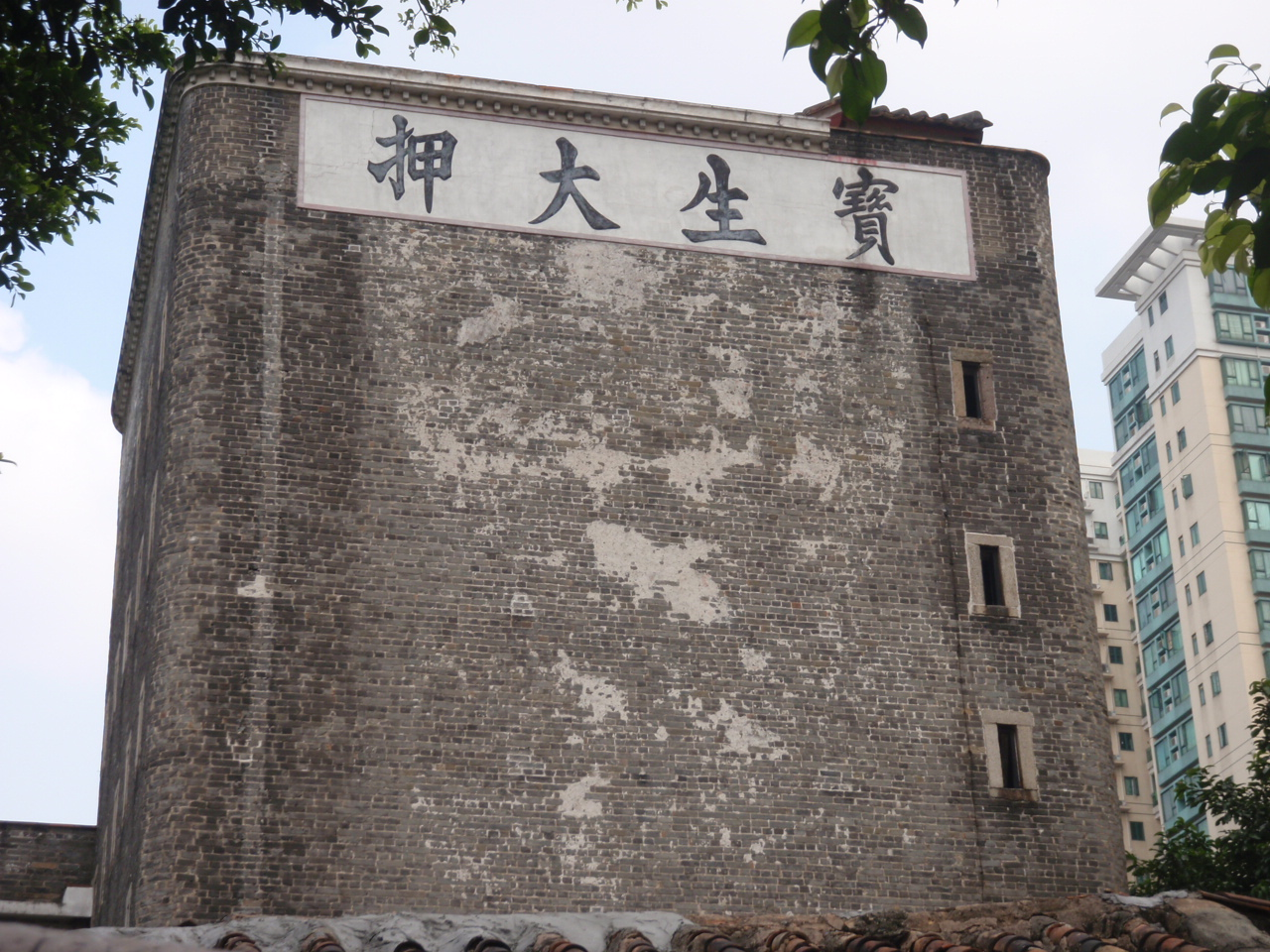
2011年8月6日的宝生大押，此时并没有违建的痕迹
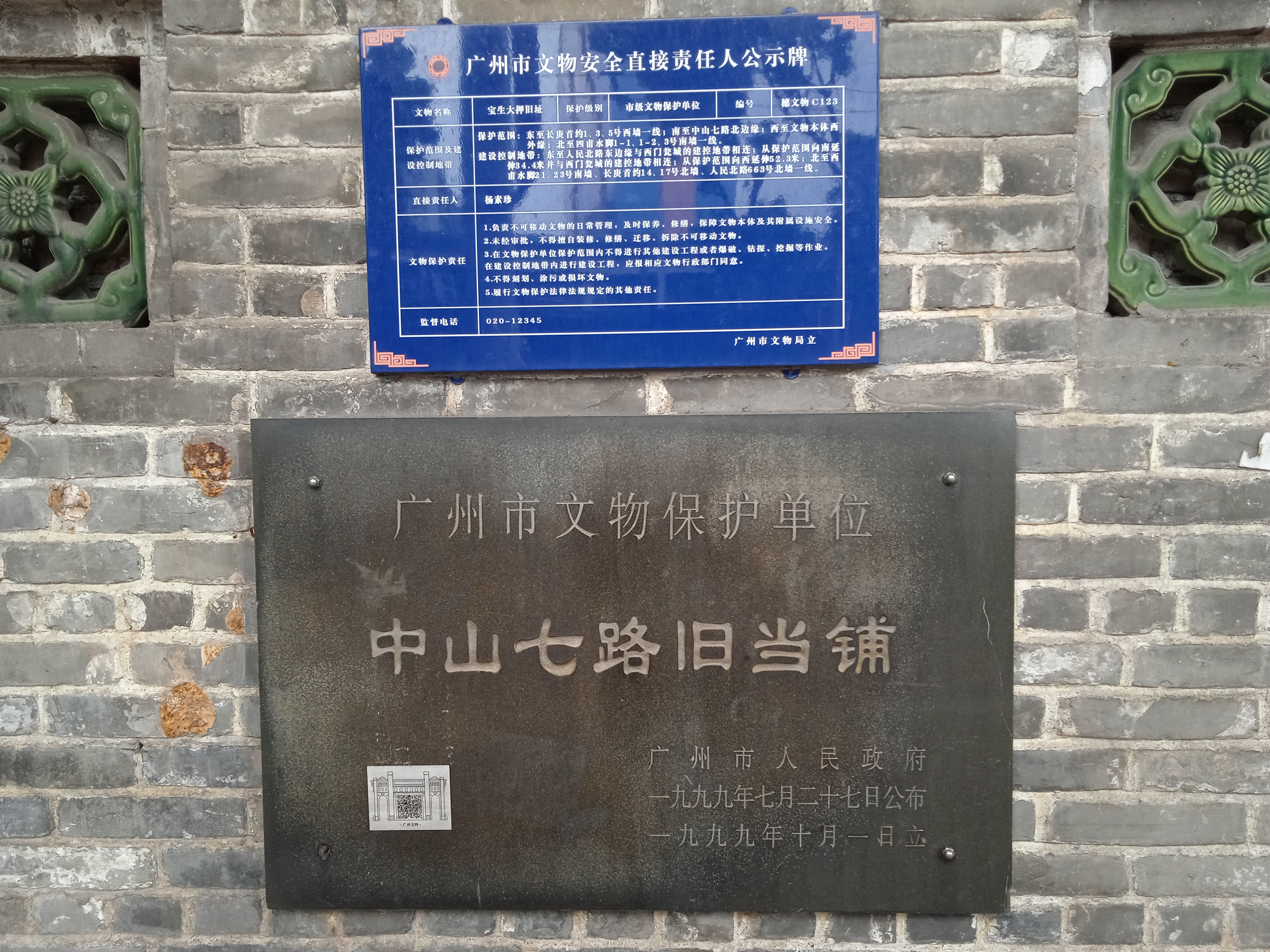
2021年7月12日的宝生大押文保牌
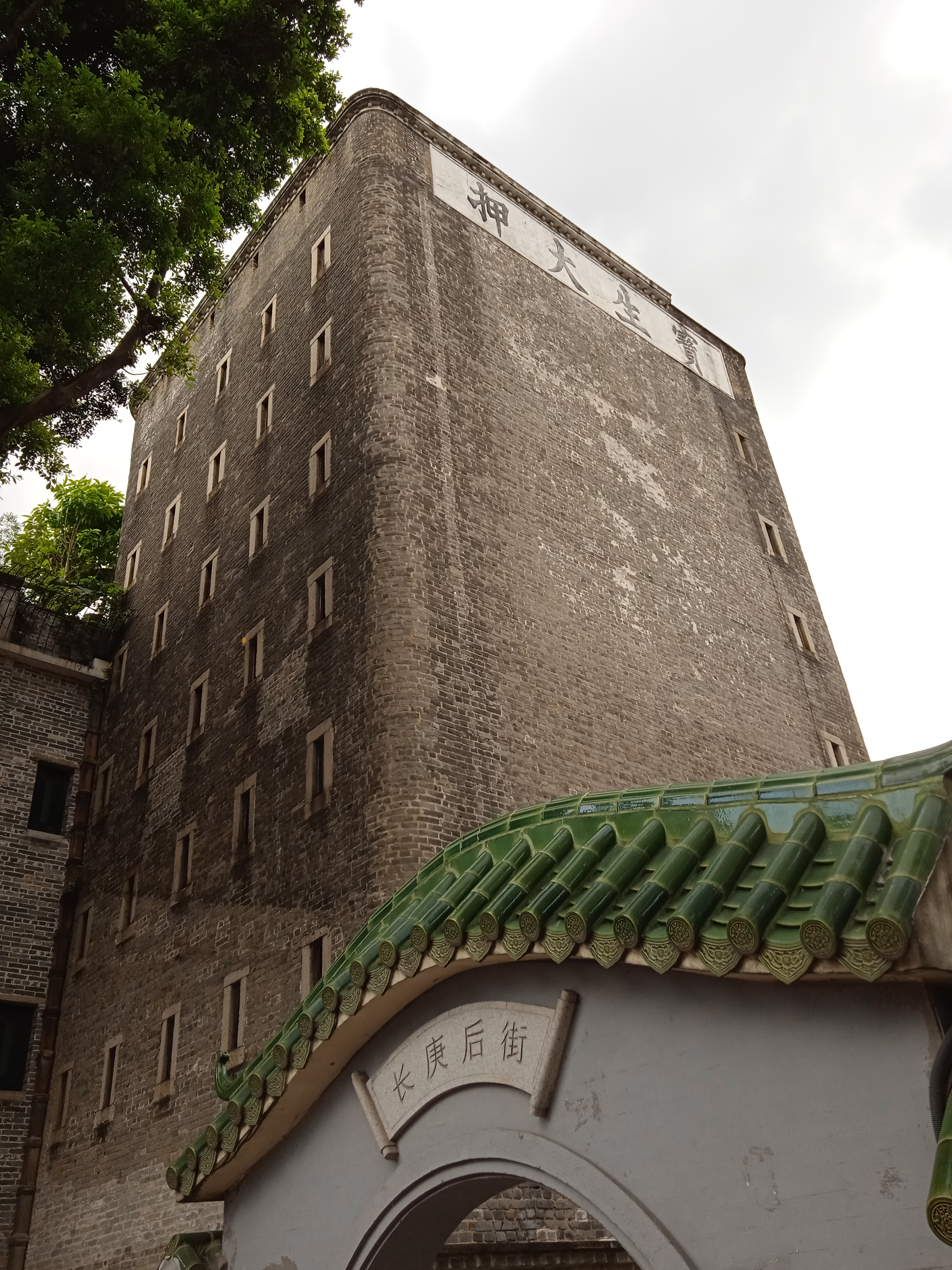
2021年7月12日的宝生大押